# Synagoge (Łańcut)

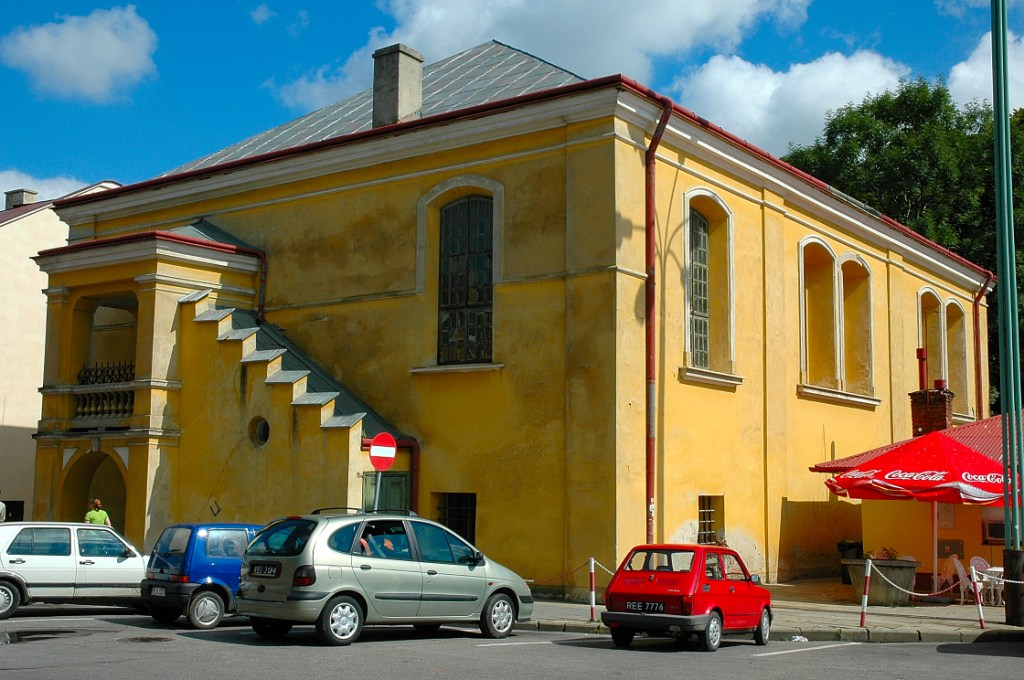
Synagoge in Łańcut

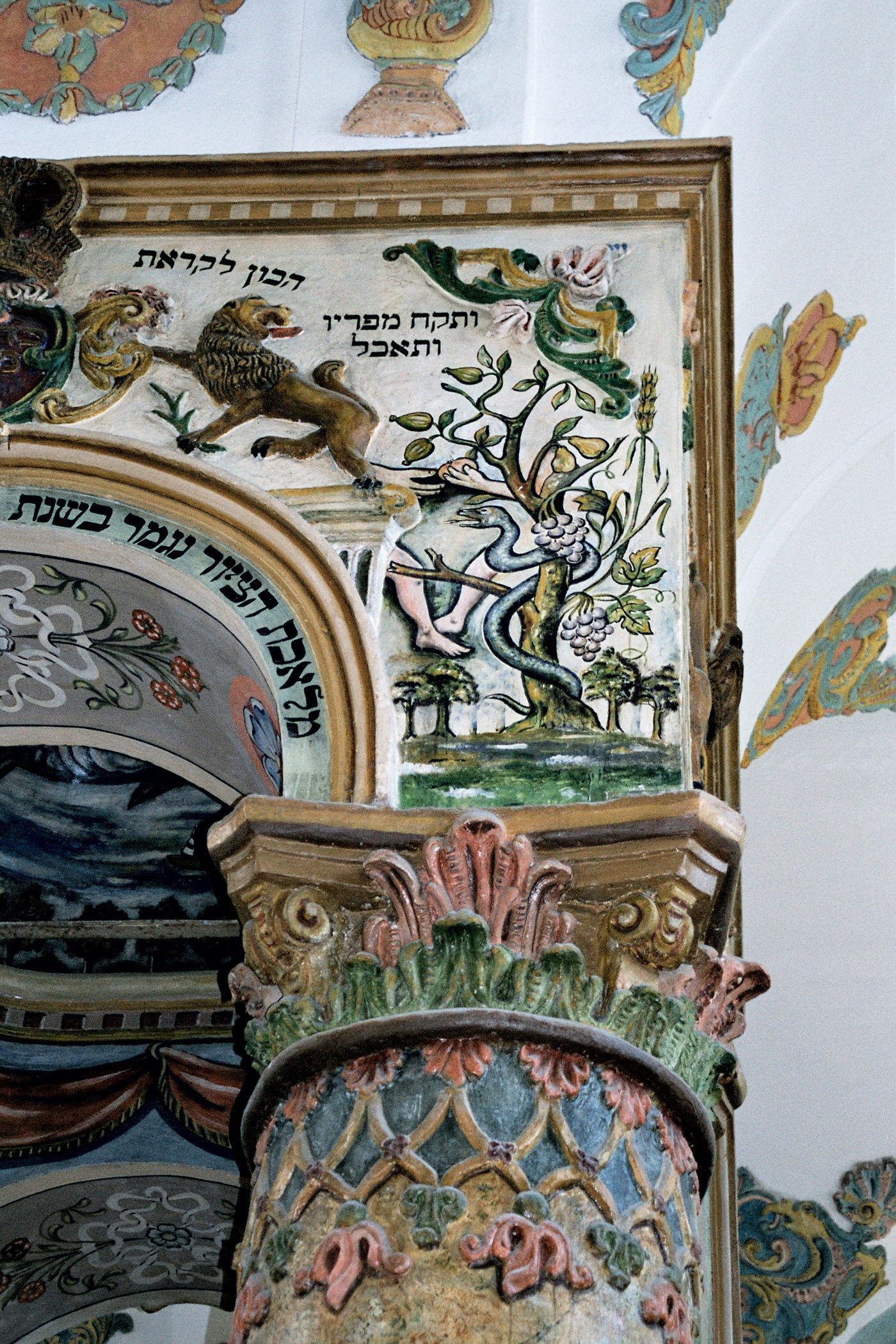
Die Bima mit Adam und Eva

Die Synagoge in Łańcut ist eine profanierte Synagoge an der Jan-III-Sobieski-Straße Nr. 16 in Landshut, der Kreisstadt des Landkreises Powiat Łańcucki in der polnischen Woiwodschaft Karpatenvorland. Die Synagoge steht unter Denkmalschutz. Die Synagoge wurde im Jahre 1761 auf der Stelle eines Vorgängerbaus von 1610, errichtet.
Bemerkenswert ist die Bima mit Arbeiten aus dem Jahre 1906, die Szenen aus dem Tanach zeigen: Abraham und Izchak, Adam und Chavva, Kain und Abel und die Arche Noah.